# Westerdok

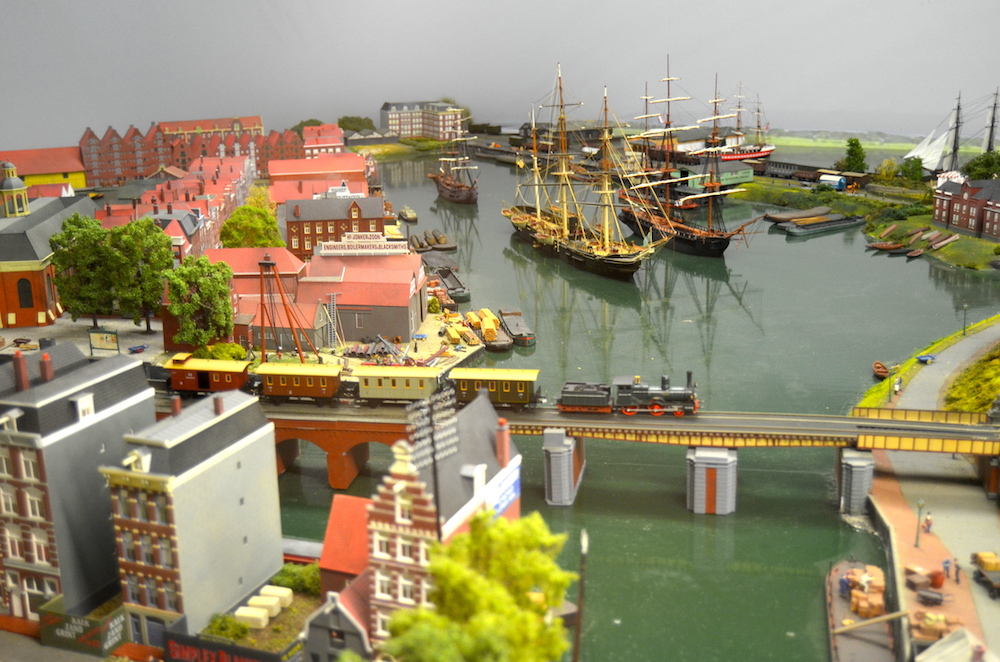
Maquette van het Westerdok anno 1889 in het Spoorwegmuseum. Foto: Erik Swierstra.

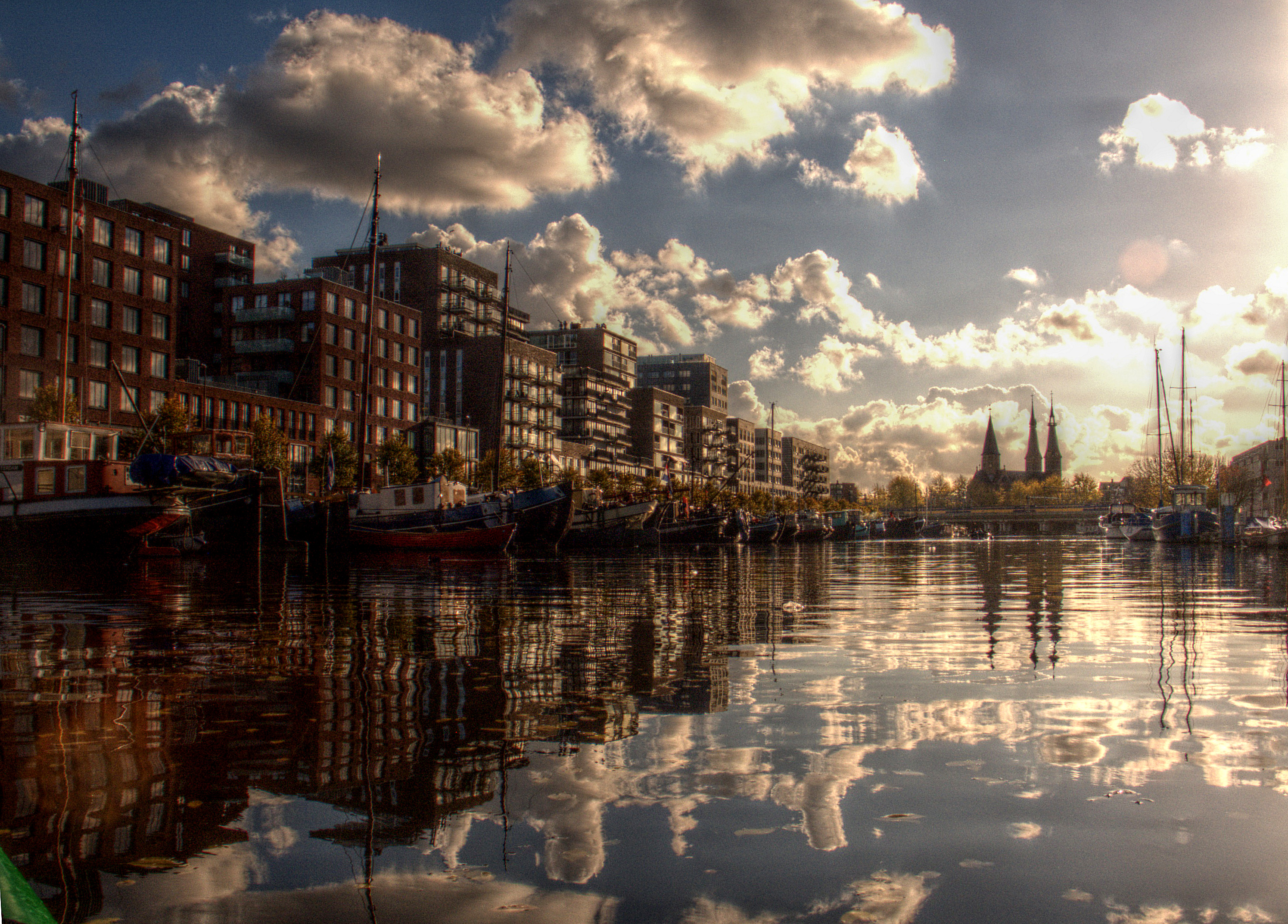
Westerdok

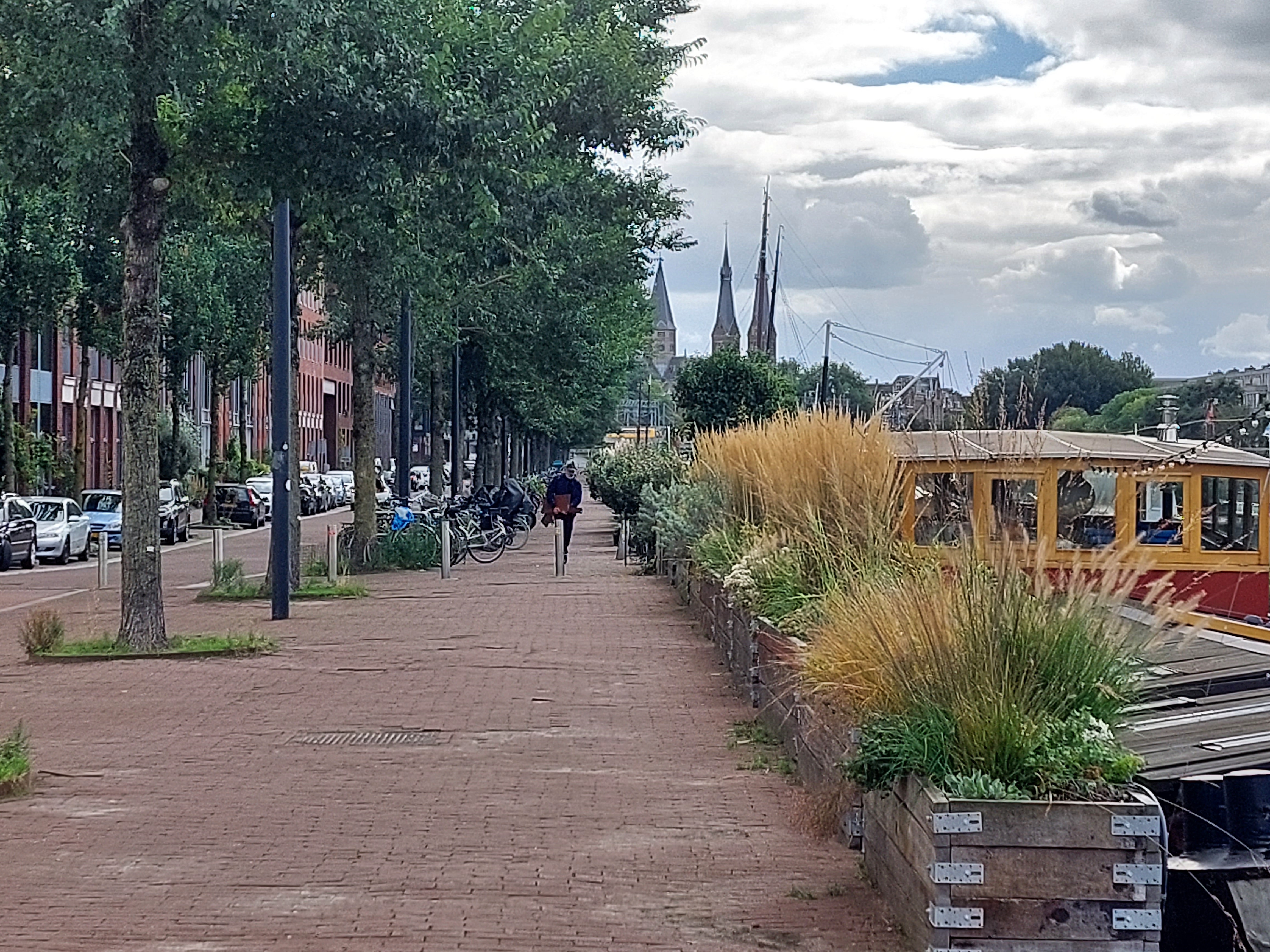
Westerdok, de straat.

Het Westerdok is een water en een straat in Amsterdam. Het ontstond in 1832 toen door aanleg van de Westerdoksdam en Westerdokseiland dit deel van het IJ werd afgescheiden en daardoor ook geen eb en vloed meer kende in het toen nog in open verbinding met de Zuiderzee staande IJ.
Aan de westzijde ontstond zo de omsloten watervlakte die nu Westerdok heet. Aan de oostkant ontstond op soortgelijke wijze het Oosterdok.
Het Westerdok wordt aan de zuidzijde begrensd door de spoorlijn vanaf het Centraal Station richting Singelgracht en wordt aan de westzijde begrensd door het Bickerseiland (Westelijke Eilanden). Het water van het Westerdok heeft tegenwoordig onder andere de functie van jachthavens.

## Bron
- Brilleman, E. (2009) Rondom het Westerdok, p. 71.